# Color Code-Biowanze/2013
Deze pagina geeft een overzicht van de Color Code-Biowanze-wielerploeg in 2013. 

## Algemene gegevens
Algemeen manager: Marc Dusquenoy
Ploegleiders: Christophe Brandt, Christophe Detilloux
Fietsmerk: Isaac
Budget: niet bekend

## Renners
| Naam                    | Geboortedatum | Nationaliteit | Ploeg 2012                    |
| ----------------------- | ------------- | ------------- | ----------------------------- |
| Ludwig De Winter        | 31-12-1992    | België        | Neo                           |
| Florent Delfosse        | 28-08-1993    | België        | Neo                           |
| Serge Dewortelaer       | 28-10-1991    | België        |                               |
| Arnaud Geromboux        | 08-02-1991    | België        |                               |
| Quentin Hoper           | 14-03-1993    | België        |                               |
| Romain Hubert           | 26-08-1994    | België        | Neo                           |
| Jérôme Kerf             | 01-09-1993    | België        |                               |
| Antoine Leleu           | 20-09-1993    | België        |                               |
| Florent Mottet          | 16-10-1991    | België        | Neo                           |
| Loïc Pestiaux           | 13-11-1991    | België        |                               |
| Ludovic Robeet          | 22-05-1994    | België        |                               |
| Boris Vallée            | 03-06-1993    | België        |                               |
| Quentin Van Heuverswijn | 27-06-1992    | België        |                               |
| Antoine Warnier         | 24-06-1993    | België        | Neo                           |
| Thomas Wertz            | 06-11-1992    | België        | TPalm-Pôle Continental Wallon |

## Overwinningen
| Triptyque des Monts et Châteaux 3e etappe: Florent Mottet Carpathian Couriers Race, Beloften Proloog: Boris Vallée GP Criquielion Winnaar: Boris Vallée |

2012 · 2013